# Amphimoea
Amphimoea is een geslacht van vlinders uit de familie pijlstaarten (Sphingidae).

## Soorten
- Amphimoea walkeri (Boisduval, 1875)